# 前724年
| 千纪： | 前1千纪 |
| 世纪： | 前9世纪 \| 前8世纪 \| 前7世纪 |
| 年代： | 前750年代 \| 前740年代 \| 前730年代 \| 前720年代 \| 前710年代 \| 前700年代 \| 前690年代 |
| 年份： | 前729年 \| 前728年 \| 前727年 \| 前726年 \| 前725年 \| 前724年 \| 前723年 \| 前722年 \| 前721年 \| 前720年 \| 前719年 |
| 纪年： | 丁巳年（蛇年）；周平王四十七年；鲁惠公四十五年；齐釐公七年；晋孝侯十六年；曲沃莊伯七年；楚武王十七年；秦文公四十二年；燕穆侯五年；宋穆公五年；郑庄公二十年；卫桓公十一年；陳桓公二十一 年；蔡宣侯二十六年；曹桓公三十三年；杞武公二十七年 |

## 大事记
- 曲沃莊伯派刺客到翼城弒了晉孝侯，晉國民眾在荀國等諸侯的國際援助下反擊，莊伯不敵只好再退回曲沃。

## 逝世
- 晋孝侯薨，其子鄂侯即位。